# كرايغ هوسمر
كرايغ هوسمر هو ضابط ومحامي وسياسي أمريكي، ولد في 6 مايو 1915 في بري في الولايات المتحدة، وتوفي في 11 أكتوبر 1982 في بحر. نشط حزبياً في الحزب الجمهوري. وقد انتخب عضو مجلس النواب الأمريكي ‏.